# Accor

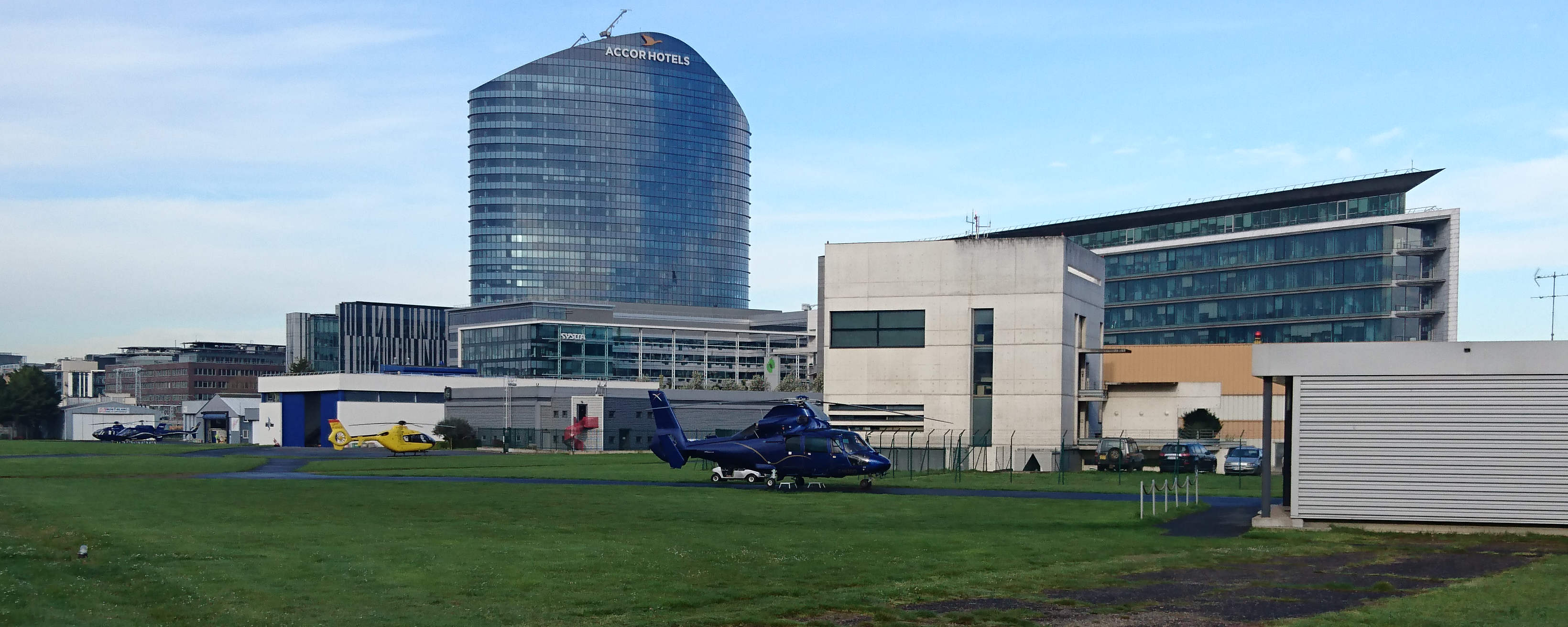
Accorhotellet vid rue Henri Farman i Issy-les-Moulineaux i Paris, med Héliport de Paris - Issy-les-Moulineaux – Valérie André i förgrunden

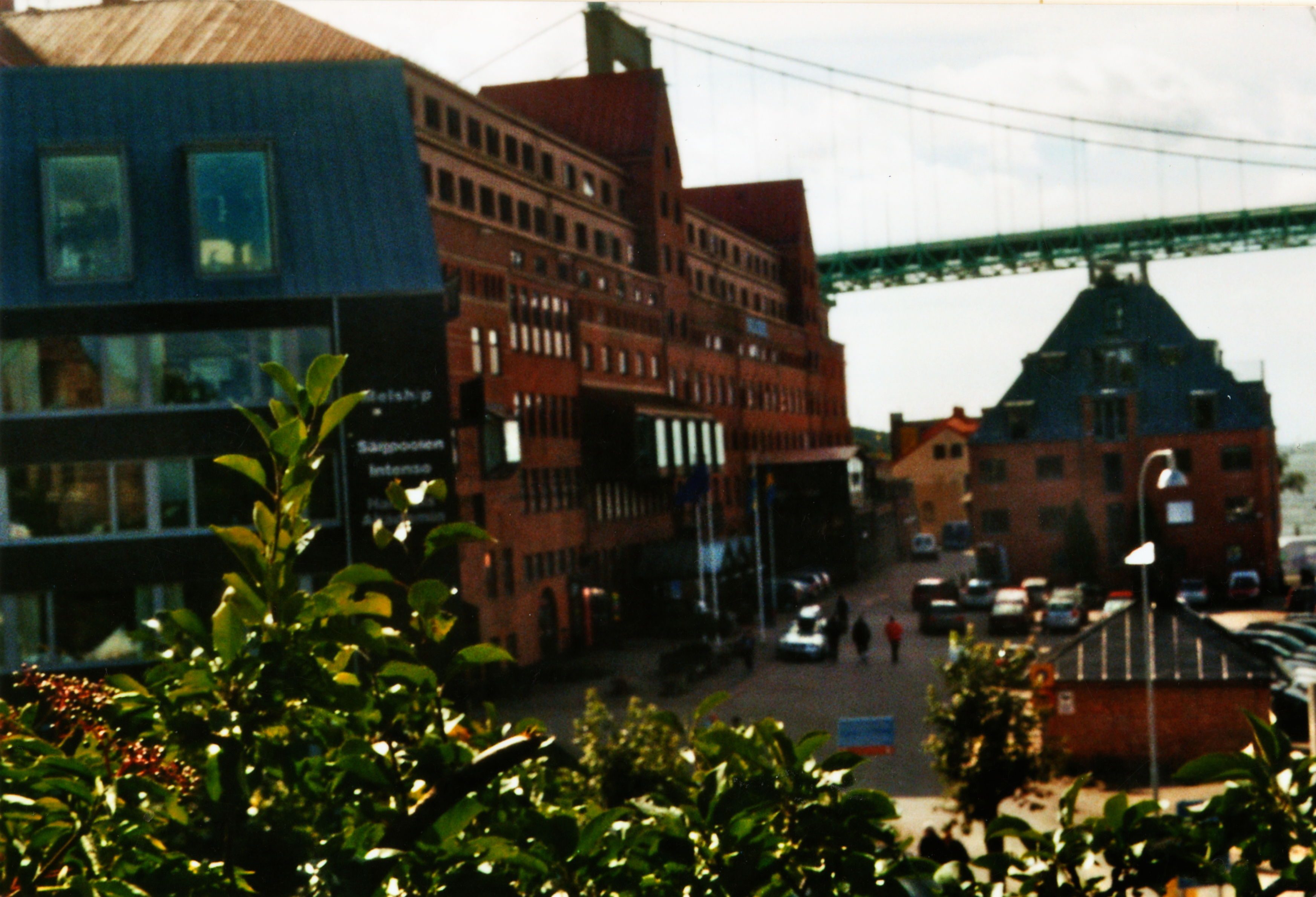
Novotel Göteborg cirka 1998.

Accor, tidigare Accor Hotels, är ett av världens största företag inom hotell och turism med över 4 000 hotell och turistanläggningar. Koncernen förfogar över 20 varumärken motsvarande olika komfortnivåer och har drygt 240 000 medarbetare.
Accor agerar både som hotelloperatör och franchisegivare, samt som hotellägare och investerare.
Företaget finns noterat på Euronext i Paris (ISIN-kod: FR0000120404) och handlas i USA på OTC-marknaden (kod: ACRFY).

## Ekonomiklasshotell[3]
- ibis är Accor vanligaste hotellvarumärke med över 1 800 hotell, inklusive de två systervarumärkena ibis Styles och ibis budget.[4][5][6][7]
- HotelF1 har mer än 230 enkla och billiga hotell i Frankrike.[8]

## Mellanklasshotell[3]
- Novotel har över 400 hotell och resorts över hela världen.
- Mercure är det största av Accors mellanklass-varumärken med över 750 hotell och resorter i 56 länder.
- Grand Mercure har 16 hotell och lägenhetshotell i 10 länder. Grand Mercure finns även representerat under lokala varumärken i Kina (Mei Jue) och Indonesien (Maha Cipta).
- The Sebel består av 25 premiumlägenheter i Australien och Nya Zeeland.[9]
- Mama Shelter är en designorienterad hotellkedja med boutique-hotell som designats av Philippe Starck.[10]
- Adagio erbjuder lägenhetshotell över hela världen. Varumärket är uppdelat i tre segment där även det mer exklusiva Adagio Premium samt mellanklasskedjan Adagio Access ingår.[11]

## Lyxhotell[3]
- Sofitel är ett lyxvarumärke som tillsammans med sina systervarumärken Sofitel Legend, SO Sofitel och MGallery by Sofitel innefattar över 120 lyxhotell och resorter över hela världen.[12][13]
- Sofitel Legend är en kedja med fem historiskt ansedda hotell. Ett exempel är Sofitel Legend Metropole i Hanoi (Vietnam) som ligger i det gamla operahuset.[14][15]
- SO Sofitel är ett designorienterat varumärke bestående av tre lyxhotell; SO Sofitel Mauritius, SO Sofitel Bangkok och SO Sofitel Singapore.[16][17]
- MGallery by Sofitel är en samling av 85 boutique-hotell över hela världen.[18][19]
- Pullman har 117 hotell och resorter över hela världen.[20][21]
- Onefinestay har specialiserat sig på korttidsuthyrning av lyxlägenhetsboende, och är ledande inom lyxsegmentet när det kommer till ”Serviced Homes”.[22][23]
- Raffles är ett lyxvarumärke med 12 hotell och resorter i 10 länder.[24][25]
- Fairmont är ett lyxvarumärke med 71 hotell och resorter i 23 länder.[26][25]
- Swissôtel är ett lyxvarumärke med 31 hotell och resorter i 16 länder.[27][25]

## Planet21
Planet21 är en hållbarhetssatsning där Accors har listat ett antal målsättningar för att minska sin klimatpåverkan fram till år 2020. Bland annat genom att sänka sin vattenkonsumtion, energikonsumtionen och minska koldioxidutsläppen.